# Smuggler's Run
Smuggler's Run es un videojuego desarrollado por Angel Studios y publicado por Rockstar Games como título de lanzamiento para PlayStation 2 el 26 de octubre de 2000. En el juego, el jugador juega como un contrabandista que tiene varios vehículos diferentes a su disposición, incluidos buggies, coches de rally y vehículos militares. Los vehículos se utilizan para contrabandear carga variada a través de tres grandes niveles abiertos diferentes. El juego, que fue un lanzamiento anticipado para PlayStation 2, presenta modos de carrera y arcade de 1 a 2 jugadores.
Smuggler's Run se convirtió en parte de la serie de juegos Sony Greatest Hits que alcanzó un hito de ventas particular para PlayStation 2.

## Jugabilidad
Smuggler's Mission:
Como nuevo en una banda de contrabandistas local, el trabajo del jugador es contrabandear carga a través de tres niveles consecutivos (bosque, desierto y nieve) con aproximadamente diez misiones por nivel. En casi todas las misiones deben evadir a la patrulla fronteriza estadounidense, la CIA o bandas de contrabandistas rivales. Este es esencialmente el modo carrera del juego. Hay un total de 34 misiones para completar aquí.
Turf War:
En este modo, los jugadores pueden jugar tres minijuegos diferentes, dos de los cuales implican el contrabando de carga mientras luchan contra una pandilla rival. El minijuego final es una carrera a través de un lugar popular a través del nivel de su elección.
Joyriding:
Este es un modo de itinerancia libre en el que el jugador puede explorar el nivel que elija sin tener que evadir la patrulla fronteriza. Esta es una buena manera de familiarizarse con los niveles y encontrar rutas óptimas a través del nivel durante la Smuggler's Mission.

## Recepción
| Críticas Publicación Calificación GBA PS2 AllGame [ 1 ] [ 2 ] Electronic Gaming Monthly N/A 7.67/10 [ 3 ] [ 4 ] Eurogamer N/A 8/10 [ 5 ] Famitsu N/A 28/40 [ 6 ] GameFan N/A 82% [ 7 ] [ 8 ] Game Informer N/A 8.5/10 [ 9 ] Game Revolution N/A B− [ 10 ] GameSpot 3.1/10 [ 11 ] 8/10 [ 12 ] GameSpy N/A 75% [ 13 ] IGN N/A 7.9/10 [ 14 ] Nintendo Power 2.7/5 [ 15 ] N/A Official PlayStation Magazine (EEUU) N/A [ 16 ] Maxim N/A 8/10 [ 17 ] Puntuaciones de reseñas Metacritic 41/100 [ 18 ] 79/100 [ 19 ] |              |              |
| Críticas |              |              |
| Publicación | Calificación | Calificación |
| Publicación | GBA          | PS2          |
| AllGame | [ 1 ]        | [ 2 ]        |
| Electronic Gaming Monthly | N/A          | 7.67/10      |
| Eurogamer | N/A          | 8/10         |
| Famitsu | N/A          | 28/40        |
| GameFan | N/A          | 82%          |
| Game Informer | N/A          | 8.5/10       |
| Game Revolution | N/A          | B−           |
| GameSpot | 3.1/10       | 8/10         |
| GameSpy | N/A          | 75%          |
| IGN | N/A          | 7.9/10       |
| Nintendo Power | 2.7/5        | N/A          |
| Official PlayStation Magazine (EEUU) | N/A          | [ 16 ]       |
| Maxim | N/A          | 8/10         |
| Puntuaciones de reseñas |              |              |
| Metacritic | 41/100       | 79/100       |

La versión de PlayStation 2 recibió "críticas generalmente favorables", mientras que la versión de Game Boy Advance recibió "críticas generalmente desfavorables", según el sitio web agregación de reseñas Metacritic.  David Chen de NextGen dijo sobre la versión anterior de la consola: "Un título de lanzamiento verdaderamente de próxima generación, es rápido, divertido y sin restricciones". – tal como nos gustan nuestras oleadas de crímenes a través del país." En Japón, donde la misma versión de consola fue portada para su lanzamiento con el nombre Crazy Bump's: Kattobi Car Battle! (CRAZY BUMP'S 〜かっとびカーバトル！〜 Kureijī Banpu 〜Kattobi Kā Batoru!〜?) y publicado por Syscom el 28 de diciembre de 2000, Famitsu le dio una puntuación de 28 sobre 40.
Jake The Snake de GamePro dijo en una reseña que la versión de PlayStation 2 "tiene tantas variables que no hay dos carreras iguales, y disfrutarás repitiendo misiones una y otra vez. Si estás en El mercado busca una acción trepidante y altamente adictiva: consigue una copia de Smuggler's Run". En otra GamePro En su revisión, Human Tornado dijo sobre la misma versión de consola: "La experiencia de ir a cualquier parte de 'Smuggler's Run'' te da libertad para ser un poco creativo con tu conducción y las altas velocidades combinadas con cursos todoterreno resistentes hacen un viaje salvaje". Edge le dio a la misma versión de consola una puntuación de seis sobre diez, diciendo que "huele a un juego en el que se ha invertido mucho esfuerzo en su motor de física y jugabilidad pura, pero muy poco en la elaboración de un diseño global".

## Secuela
Se produjo una secuela del juego: Smuggler's Run 2: Hostile Territory, que se lanzó para PlayStation 2 el 30 de octubre de 2001. La secuela fue posteriormente trasladada a GameCube el 7 de agosto de 2002 y rebautizado como Smuggler's Run: Warzones.